# Wereldkampioenschappen synchroonzwemmen 1991 – Duet vrouwen
Het duet vrouwen tijdens de wereldkampioenschappen synchroonzwemmen 1991 vond plaats in Perth, Australië.

## Uitslag
De eerste acht duetten, hier aangegeven met groen, gingen door naar de finale.
| Rang   | Naam                                    | Land                | Kwalificatie | Kwalificatie | Finale        | Finale        |
| Rang   | Naam                                    | Land                | Punten       | Rang         | Punten        | Rang          |
| ------ | --------------------------------------- | ------------------- | ------------ | ------------ | ------------- | ------------- |
| Goud   | Karen Josephson Sarah Josephson         | Verenigde Staten    | 199,2020     | 1            | 199,7620      | 1             |
| Zilver | Mikako Kotani Aki Takayama              | Japan               | 193,8670     | 2            | 194,3070      | 2             |
| Brons  | Lisa Alexander Kathy Glen               | Canada              | 192,5690     | 3            | 192,6490      | 3             |
| 4      | Gana Maksimova Olga Sedakova            | Sovjet-Unie         | 190,7090     | 4            | 192,2690      | 4             |
| 5      | Anne Capron Karine Schuler              | Frankrijk           | 187,7670     | 5            | 188,3670      | 5             |
| 6      | Zewen Guan Xiaoji Wang                  | China               | 175,8200     | 8            | 179,1000      | 6             |
| 7      | Giovanna Burlando Paola Celli           | Italië              | 178,3400     | 6            | 178,7400      | 7             |
| 8      | Sonia Cardenas Lourdes Olivera          | Mexico              | 177,3180     | 7            | 178,7180      | 8             |
| 9      | Daniela Jordi Claudia Peczinka          | Zwitserland         | 174,9240     | 9            | Uitgeschakeld | Uitgeschakeld |
| 10     | Sarah Northey Louise Skidmore           | Verenigd Koninkrijk | 174,6840     | 10           | Uitgeschakeld | Uitgeschakeld |
| 11     | Marjolein Both Marjolein Philipsen      | Nederland           | 174,5420     | 11           | Uitgeschakeld | Uitgeschakeld |
| 12     | Doris Eisenhofer Margit Schreib         | Duitsland           | 171,8670     | 12           | Uitgeschakeld | Uitgeschakeld |
| 13     | Jeong-Yun Choi Mi Kim                   | Zuid-Korea          | 171,7840     | 13           | Uitgeschakeld | Uitgeschakeld |
| 14     | Paula Carvalho Claucia Soutinho         | Brazilië            | 171,7300     | 14           | Uitgeschakeld | Uitgeschakeld |
| 15     | Nuria Ayala Mitjavila Eva Lopez Morales | Spanje              | 171,0600     | 15           | Uitgeschakeld | Uitgeschakeld |
| 16     | Semon Rohloff Lisa Stabback-Lieschke    | Australië           | 169,8010     | 16           | Uitgeschakeld | Uitgeschakeld |
| 17     | Anna Claesson Karine Lobenius           | Zweden              | 166,7150     | 17           | Uitgeschakeld | Uitgeschakeld |
| 18     | Debbie Bond Lizzie Burslem              | Nieuw-Zeeland       | 158,4300     | 18           | Uitgeschakeld | Uitgeschakeld |